# Нелезин, Пётр Васильевич
Пётр Васильевич Нелезин (род. 15.07.1949) — генерал-полковник внутренней службы, в 1999—2002 заместитель министра внутренних дел Российской Федерации.. Председатель Центрального Совета ВОСВОД России. Президент Российской Федерации лайф-сейвинга.

## Биография
Родился 15 июля 1949 года в с. Борщево Хохольского района Воронежской области.
Образование:
- Высшая следственная школа МВД СССР (1982)[1]
- Кандидат экономических наук (июль 2001 года)

Послужной список:
- 1973—1978 служба в УВД;[2]
- 1979—1988 начальник ОВД Колодезянского райисполкома Воронежской области;
- 1988—1992 начальник РУВД Каширского РИК Воронежской области;[2]
- 1992—1994 заместитель начальника УВД, начальник службы тылового обеспечения УВД Воронежской области;[2]
- 1994—1995 начальник производственно-хозяйственною управления МВД России;[2]
- 1995—1997 начальник штаба тыла МВД России;
- 1997—1998 начальник управления строительства и расквартирования МВД России;[1]
- 1998—1999 начальник хозяйственного управления МВД России;[1]
- 1999—2002 заместитель Министра внутренних дел Российской Федерации;[1]

За время службы в МВД России выезжал в Чеченскую республику, где принимал непосредственное участие в подготовке и проведении контртеррористических операций против незаконных вооружённых формирований. Много времени провёл в боевых условиях, своим личным примером показывая личному составу образцы выполнения поставленных боевых задач, совмещающие в себе беспрекословное исполнение приказа командира, верность воинскому долгу и приверженность непреходящим традициям войскового братства.
- 2002—2003 советник председателя Счётной палаты Российской Федерации.

В настоящее время в отставке.

## Награды
Имеет государственные, правительственные, ведомственные награды.
- Указом Президента Российской Федерации № 507 18 апреля 1999 года награждён медалью ордена «За заслуги перед Отечеством II степени»
- Награждён Почётной грамотой Председателя Правительства Российской Федерации в 1998 году
- Европейский комитет по наградам и премиям наградил орденом «Единение» № А2-51 в честь 60-летия ООН
- Награждён медалью «ИКОКРИМ» по борьбе с терроризмом и коррупцией, № 5825 от 16.11.2005

Награждён более 30 медалями и благодарностями МВД и МЧС Российской Федерации.